# 巴厘島寺廟

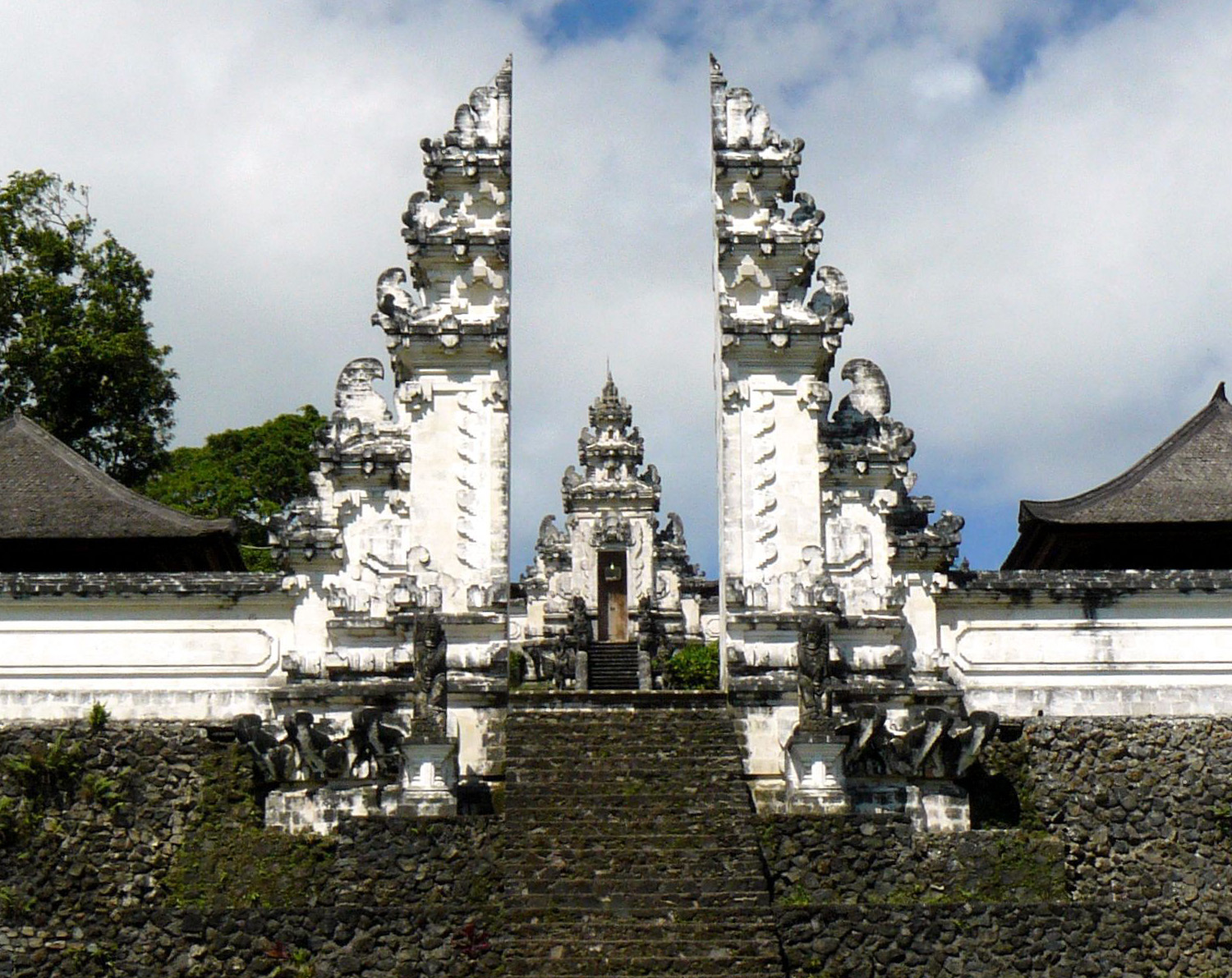
連普揚寺與「天空之門」。

巴厘島寺廟，當地人通稱普拉（Pura），是印度尼西亚巴厘岛印度教信徒的禮拜場所，也是巴厘島建築風格中按規則、風格、指導和儀式建造的廟宇。大多數普拉廟宇位於巴厘省，然而，在印度尼西亞其他地區居住著大量峇里人，因此許多普拉廟宇也存在於部分地區。
百沙基母庙是巴厘島最重要、最大和最神聖的寺廟。許多普拉廟宇在巴厘島上建造，使其被稱為「千座普拉之島」。

## 詞源
「Pura」一詞源自梵语單詞（-pur，-puri，-pura，-puram，-pore），意為「城市」、「有城牆的城市」、「有塔樓的城市」或「宮殿」，隨著印度教在東南亞的印度化影響而被採用。在巴厘语的發展過程中，術語「pura」開始指代一個宗教寺廟複合體，而術語「puri」開始指宮殿，君主和貴族的住所，類似於爪哇的科騰。

## 設計和佈局
與印度次大陸常見的高聳的室內印度教寺廟不同，普拉是被設計成一個有圍牆的開放式祭拜場所，其中連接了一系列精美裝飾的門。這些圍牆內包含多個神殿、梅魯塔和巴勒（亭子）。普拉的設計、平面圖和佈局遵循巴厘島空間分配的曼荼羅概念。三個曼荼羅區域按照神聖的等級排列：

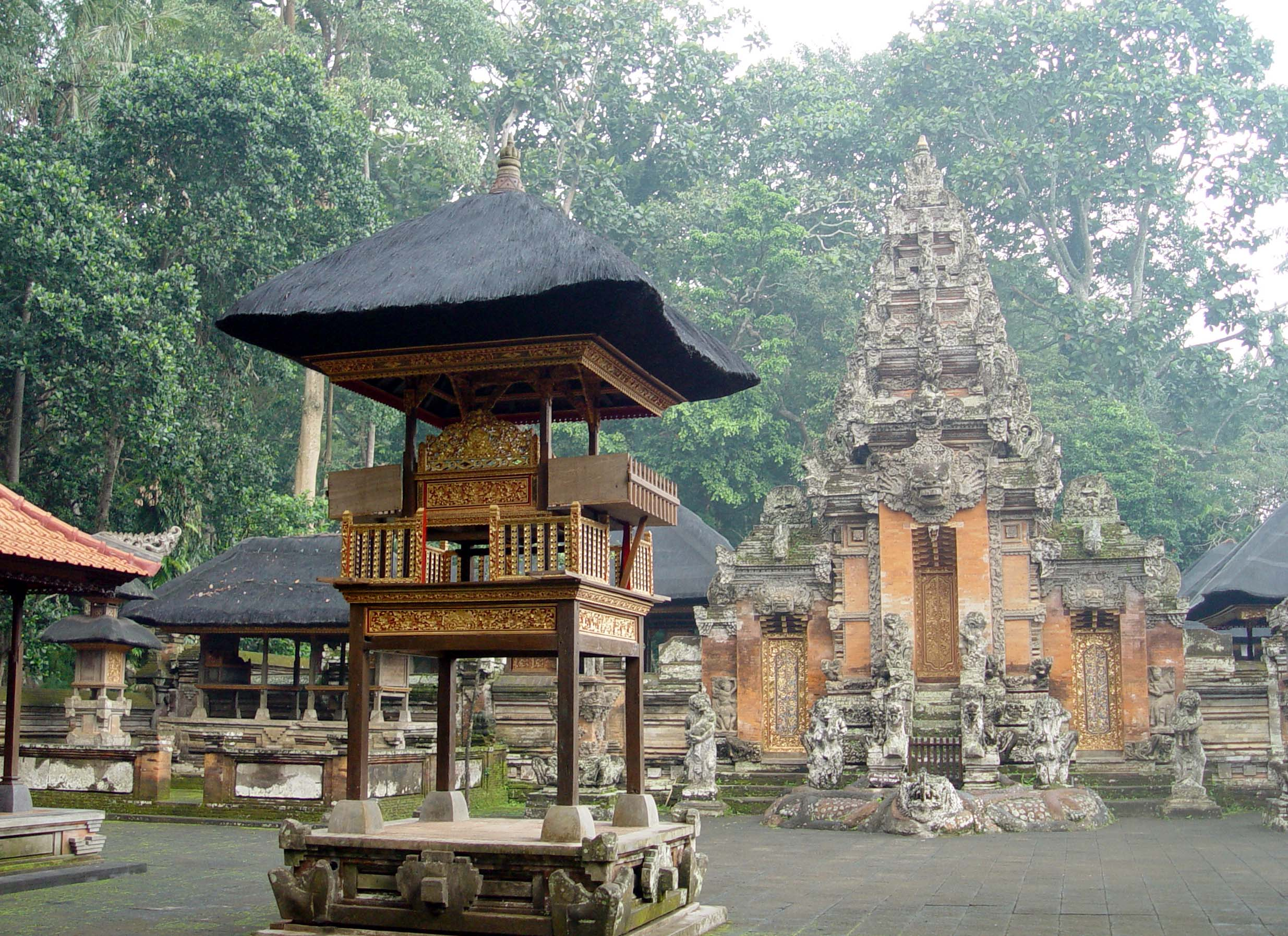
巴厘島帕當特加爾大皇宮寺廟的門洞及帕杜拉克薩（英语：Paduraksa）。
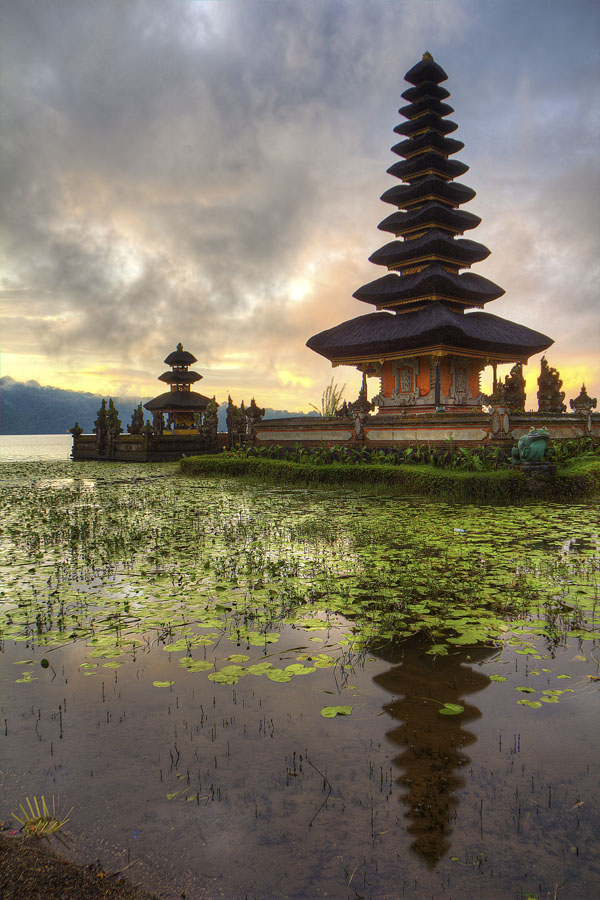
布拉坦水神廟的梅魯塔
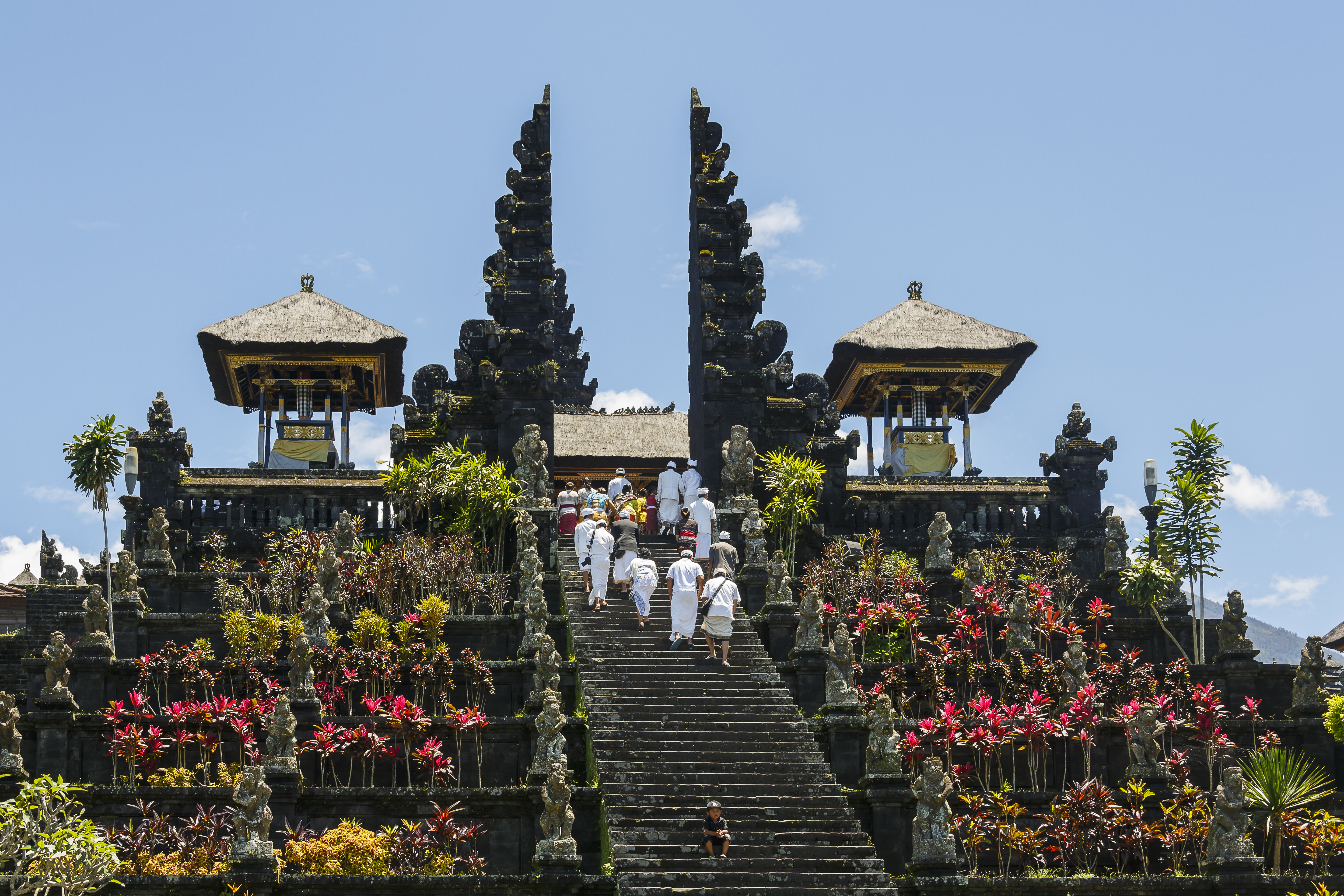
百沙基母庙，是巴厘島最重要、最大和最神聖的印度教寺廟。
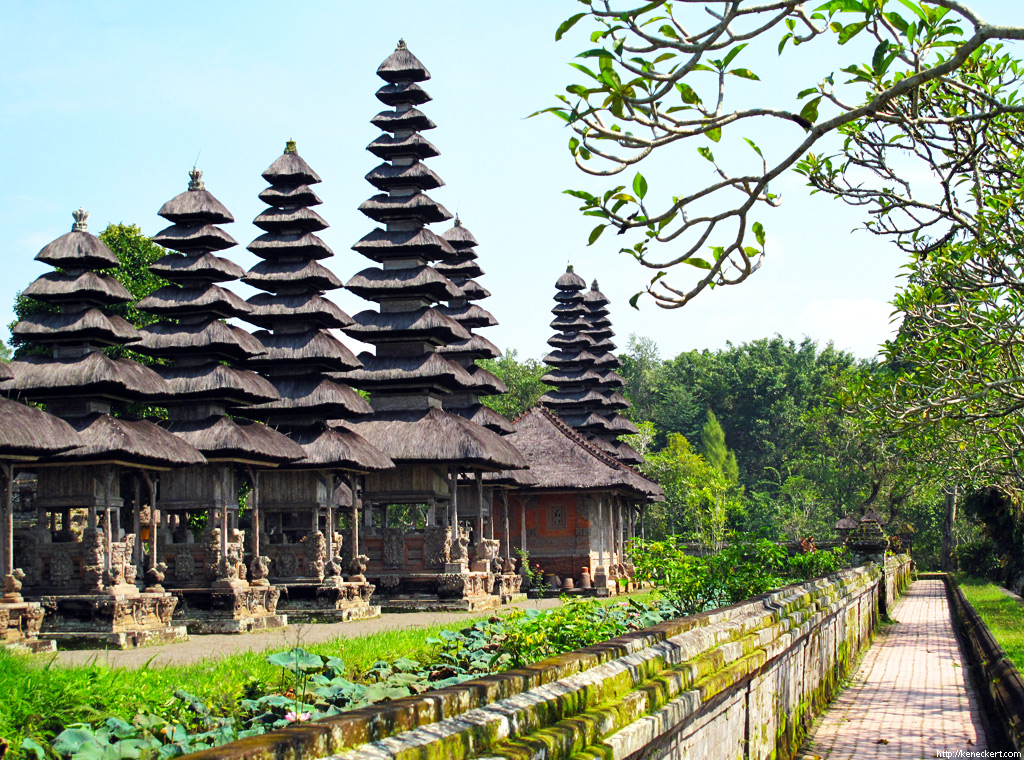
塔曼阿尤寺（英语：Pura_Taman_Ayun）
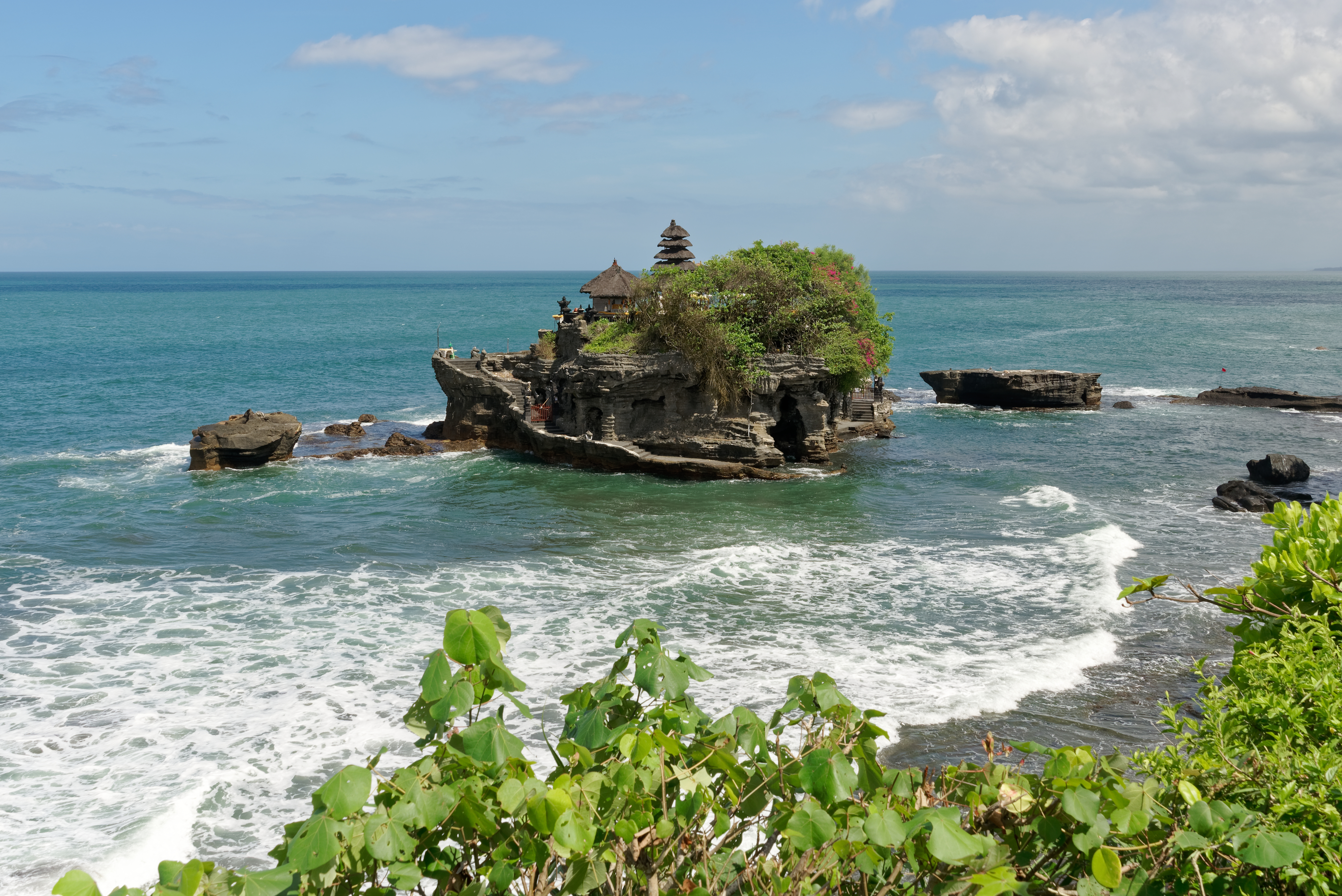
海神廟

- 寺廟外圍區域（Nista mandala、jaba pisan）：此指寺廟地區外圍區域，該區域直接連接著圍牆與外界，以及通往寺廟的入口。該區域通常採取開闊的田野或花園形式，平時可用於宗教舞蹈表演，或在宗教節日期間作為額外的準備空間。

- 寺廟中央區域（Madya mandala、jaba tengah）：此指寺廟的中央區域，作為信徒活動的場所，也是寺廟設施的所在地。在這個區域通常建造了幾個亭子，如貝爾庫庫爾（英语：Bale_kulkul）（木鼓塔）、印尼甘美蘭亭、萬提蘭（英语：Wantilan）（會議亭）、祭品室、祭師住所、寺廟廚房等設施。

- 主祭壇區域（Utama mandala、jero）：是寺廟內最神聖和最神秘的區域。這個封閉和通常是最高的庭院內通常包含一個擺著跏趺坐姿態的至尊之神的巨大蓮花寶座，以及一個多層次的塔形神龕（pelinggih meru），還有幾個亭子，例如吠陀經唱誦亭（bale pawedan）、祭品亭（bale piyasan）、供奉亭（bale pepelik）、道具亭（bale panggungan）、供祖亭（bale murda）以及寺廟文物貯藏室（gedong penyimpenan）等。在巴厘島的宗教生活中，這個區域通常是最受尊敬和重視的設施。

然而，外圍區域和寺廟中央區域的設施佈置規則具有多元性的功能。除了用於祭拜外，該地區平時可舉行寺廟活動、儀式和市集等社交活動。同時園區內也設有亭子，供人們休息和社交，部分結構也可進行改造已建立防禦機能，如貝爾庫庫爾可建造為外角塔；還可以將寺廟廚房設置於外圍區域中。

### 門
巴厘島的建築功能具有兩種門形式：包括分界寺廟門（或稱門殿、candi bentar），和有屋頂的塔形門，稱為門洞（paduraksa）或主門（kori agung）。這兩種門在巴厘島建築設計中具有特定的作用，前者通常由兩個獨立的石柱和橫梁構成。後者則以高聳的拱形門框和石雕裝飾組成。
其中分界寺廟門使用於使用寺廟外圍區域，而主門則用作寺廟中央區域和主祭壇區域內部庭院之間的門。此外，門的類型規則也適用於非宗教庭院，如宮殿、貴族和國王的住所。

## 類型

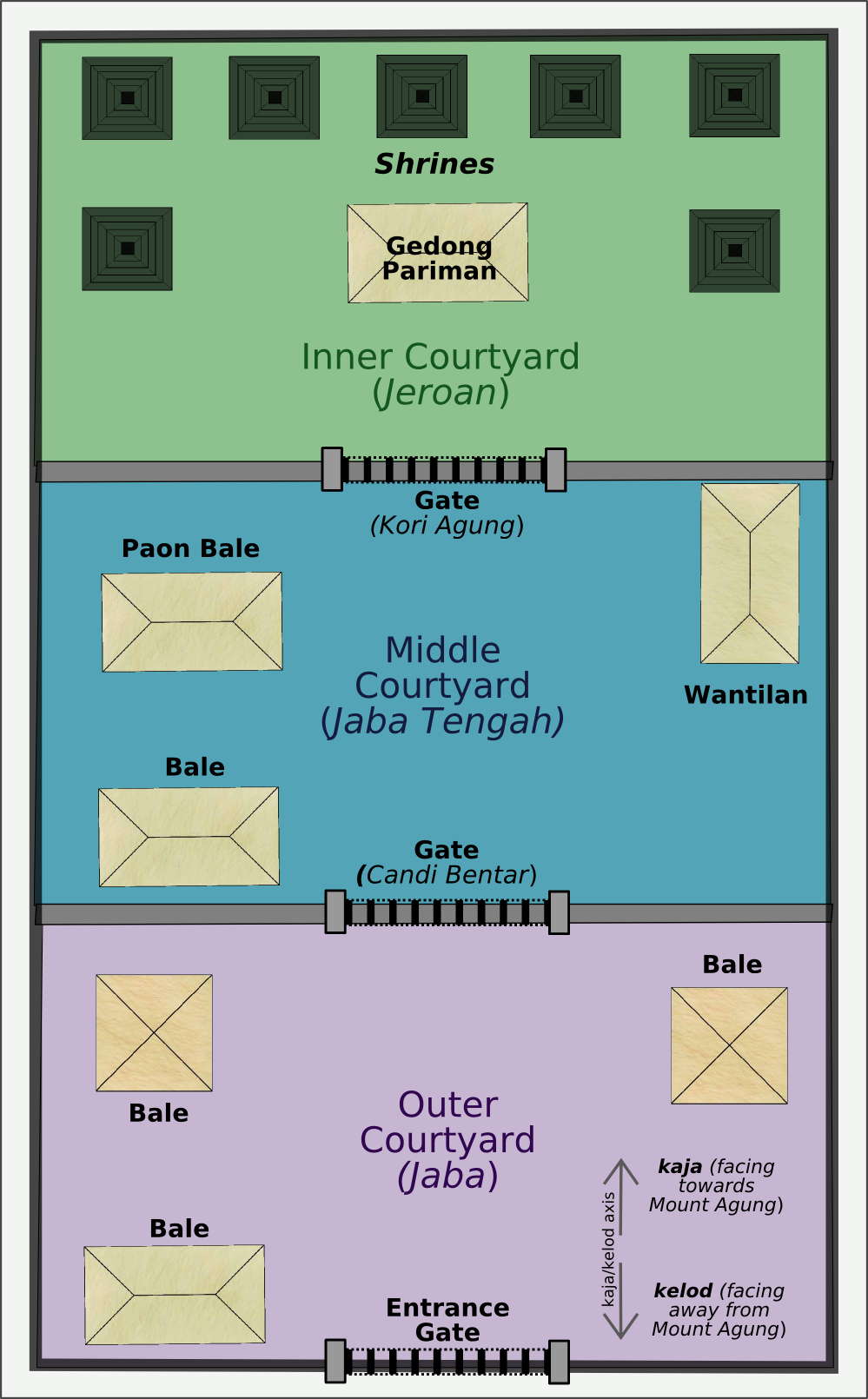
巴厘島寺廟佈局，分為三個區域（曼荼羅）。

普拉神廟擁有不同類型，每一個都在印度國定曆中的巴厘島儀式中扮演著不同的角色。巴厘島寺廟根據巴厘人的物質和精神領域進行安排，對應於上游-下游（kaja-kelod）的神聖軸線，從山頂上的神靈領域、中部肥沃平原的人類和其他生物領域，一直延伸海灘和海洋，以及印度尼西亞的眾多領域：
- Kahyangan Jagad Pura（宇宙中心的寺廟、世界中心的神廟）

位於島上山區的寺廟，通常該建築將建在山或火山坡上。這些山被認為是神聖的、神奇和充滿靈性的領域，被視為神或神靈的居所。其代表性案例則為建在阿贡火山上的百沙基母庙。另一個例子是位於西爪哇省薩拉火山山坡上的雅加達大聖山神廟。
- Tirta Pura（水寺）

位於天然或自然水域附近，除了宗教功能外，還作為苏巴克灌溉系統的一部分具有水利管理功能。寺廟的僧侶有權管理村莊周圍稻田的水分配。一些水寺廟以其神聖的水和具有清潔儀式的池塘或神聖浴池而聞名。其他水寺廟建在湖中，如布拉坦水神庙寺廟。其代表性案例為聖泉寺。
- Desa Pura（寺廟村）

一種專門供奉梵天神和其他神祇的寺廟，位於村莊或城市內，也是巴厘島人民宗教活動的主要中心。
- Pura Puseh（毗湿奴寺）

奉獻給毗湿奴的寺廟。
- Pura Dalem（達樂廟）

奉獻給濕婆、难近母、自然之母、巴拿斯帕提拉加（巴隆）以及其他神靈的寺廟，通常在人的生命週期中與有關死亡的儀式有關。該寺廟通常位於先人火葬禮前的墓地旁邊。
- Pura Mrajapati（梵天廟）

奉獻給生主或宇宙力量的寺廟。該寺廟中濕婆以生主的形式被崇拜。
- Pura Segara（海廟）

指位於海邊的寺廟，旨在安撫海神和其他海洋神靈。通常是梅拉斯蒂儀式期間非常重要的地點。巴厘島的海廟多數是均由由16世紀來自满者伯夷爪哇的婆羅門人當香尼拉塔（Nirartha）創建的，以紀念海神。每個廟宇形成了一個環繞巴厘島海岸的「鏈條」。許多最重要的海廟位於島的西南海岸。這些廟宇的位置旨在為巴厘島提供一條精神保護鏈。海神廟就是這種寺廟的代表性例子。

此外，「六大神殿」是巴厘島上六個最神聖的宗教場所。根據巴厘島的信仰，它們是島上的關鍵點，旨在為巴厘島提供精神平衡。這些最神聖的場所的數量共為六個，但根據地區列出的具體寺廟可能會有所不同。列出的聖所清單可能包括：
- 百沙基母庙
- 連普揚寺（英语：Pura_Lempuyang_Luhur）
- 蝙蝠洞寺（英语：Pura_Goa_Lawah）
- 烏魯瓦圖寺（英语：Uluwatu_Temple）
- 帕德馬薩寺（英语：Pura_Luhur_Batukaru）
- 宇宙寺

## 外部連結
- Balinese Temples (Mapview) （页面存档备份，存于） at Bali.com
- Pura Besakih (description) （页面存档备份，存于） at footprint guides
- Pura Penataran Agung (layout) （页面存档备份，存于） Rough Guide to Bali & Lombok